# Polychord (Harmonielehre)
In der Harmonielehre bezeichnet das griechisch-englische Kunstwort Polychord (aus griechisch poly… viele und chorda, Saite, das im modernen Englisch in der Form chord die Bedeutung „Akkord“ angenommen hat) einen aus mehreren Akkorden zusammengesetzten Klang.

## Konkurrierende Modelle zur Deutung komplexer Akkorde
Der Begriff ist nicht unumstritten, da es gravierende Abgrenzungsprobleme gibt. So kann zum Beispiel der in G-Dur vollkommen diatonische Sechsklang Cmaj9#11
Hörbeispielⓘ
durchaus als Zusammensetzung der Dreiklänge C-Dur und H-Moll (in der traditionellen deutschen Schreibweise: h-Moll) gedeutet werden, also als Polychord:
Hörbeispielⓘ
Gehörsmäßig zwingend ist diese Deutung jedoch nicht. Gegen den Rückbezug auf eine etwaige G-Dur-Tonalität spricht, dass der dargestellte Akkord beispielsweise in modernen Jazz-Arrangements von Musikern wie Duke Ellington oder Dizzy Gillespie als Tonika-Akkord in C-Dur eingesetzt wird. Das gleiche Argument ließe sich allerdings auch gegen die Interpretation als Polychord anführen: Bei aller Komplexität wird der Klang vom Gehör eben doch auf nur ein und nicht etwa zwei tonale Zentren bezogen. Der Grund dafür liegt in den so genannten Kombinationstönen, die bei Mehrklängen (Intervallen oder Akkorden) auftreten und auf bestimmte Töne des Mehrklangs verstärkend wirken. Der meistverstärkte Ton wird vom Ohr als Grundton empfunden. Z. B. tritt beim Intervall c’–f’ der Kombinationston f auf, so dass f’ – und nicht c’ – als Grundton dieses Intervalls wahrgenommen wird.
In der Akkordsymbolschrift des Jazz und der ihm verwandten Stile hat sich die Konvention durchgesetzt, einen Polychord auf eine Weise zu notieren, die einem mathematischen Bruch ähnelt: Der „obere“ Klang steht im „Zähler“, der „untere“ entsprechend im „Nenner“. Diese Schreibweise rührt daher, dass auf dem Klavier, auf dem solche Akkorde als praktisch einzigem Instrument vollstimmig gegriffen werden können, die beiden Klänge genau in dieser Weise auf die linke (Bass-) und rechte (Diskant-)Hand verteilt werden.
Das Akkordsymbol für den oben dargestellten Sechsklang lautet in Polychord-Schreibweise also
 
 In jedem Fall ergibt sich bereits aus der Definition des Polychords, dass es sich um einen sehr komplexen Klang handelt, er ist im geschilderten einfachsten Modell eine Zusammensetzung zweier Dreiklänge, also sechsstimmig. Ebenso häufig wird die Polychord-Schreibweise auch bei sieben- oder achtstimmigen Akkorden angewendet:
Hörbeispielⓘ
ist ein siebenstimmiger Akkord, der aus einem Dominantseptakkord über C und einem D-Dur-Dreiklang besteht. Das Akkordsymbol lautet in Polychord-Schreibweise {\displaystyle {\frac {D}{C7}}} beziehungsweise in funktionsharmonischer Auffassung C13#11. Als besonders hilfreich erweist sich die Polychord-Schreibweise bei der Schichtung nicht verwandter verminderter Septakkorde, wo sich achtstimmige Klänge ergeben können, für die die traditionelle Akkordsymbolik keine gebräuchliche Schreibweise mehr kennt:
Hörbeispielⓘ.
Hier ist das Polychord-Symbol {\displaystyle {\frac {D^{o}7}{C^{o}7}}} noch die übersichtlichste und vergleichsweise am schnellsten lesbare Darstellung dieses hochkomplexen, recht dissonanten und im Ensemble nur schwer sauber zu intonierenden Klangs.
Für eine jazztheoretische Deutung siehe: Upper Structure.
Typisch für die Mehrfachakkorde im Jazz ist, dass ihre Stimmen nicht vermischt werden, indem sie sich kreuzen und ineinandergreifen, so ist die Funktion des Akkords eindeutig die des unteren Akkordes. Sie lassen also im Gegensatz zu einem funktionsharmonisch gedeuteten Akkord nicht alle Umkehrungen zu. Im Beispiel oben dürfte also der D-Dur-Klang erst nach und über dem letztgespielten Akkordton des C7-Akkordes angefangen werden. Ihre primäre Definition ist die eines Dreiklangs über einem Tritonus, also einem Dominantseptakkord. Viele Jazzstücke, Arrangements oder Boogies etc., enden auf dem Dominantseptakkord mit darübergesetzten Klängen. Die weiteren Formen sind dann abgeleitet, indem über Akkorde mit anderen Funktionen Dreiklänge gespielt werden. Upper Structure im engeren Sinn sind dann Gesamtgebilde, bei denen die oberen Strukturen nicht in der Skala oder Tonalität des Grundklangs enthalten sind.

## In der musikalischen Praxis
Aufgrund ihrer klanglichen Fülle und Komplexität werden Polychords, wie bereits angedeutet, selbst auf dem Klavier selten vollstimmig gespielt. Im Ensemblespiel eignen sie sich hervorragend für dynamische Tutti-Passagen, so dass zum Beispiel der Schlussakkord moderner Big Band-Arrangements, etwa im Stil von Bob Brookmeyer, Gil Evans oder Maria Schneider häufig ein Polychord ist. Eine weitere Big Band, die für ihre perfektionistische Arbeit mit derart komplexen harmonischen Strukturen bekannt wurde, ist das Orchester von Thad Jones und Mel Lewis.
Die sich durch den dissonanten Charakter der meisten Polychords ergebende „harte“ Klangqualität eignet sich darüber hinaus auch für perkussive, stark rhythmisierte Ensemblepassagen, so zum Beispiel bereits 1913 in Igor Strawinskis berühmtem Ballett Le sacre du printemps, etwa in der Episode „Danse des adolescentes“.
Auf die Analyse von Werken von Komponisten der Klassischen Moderne (etwa Claude Debussy, Béla Bartók, Charles Ives und eben Strawinski) geht auch die Bezeichnung von Polychords als „bi-“ beziehungsweise „polytonale Akkorde“ zurück.

## Vereinfachende Modelle
Angelehnt an das Prinzip der Akkordumkehrung hat sich seit den 1970er Jahren das Konzept der so genannten slash chords (wörtlich „Schrägstrich-Akkorde“) etabliert. Hierbei handelt es sich um eine Methode, Polychord-ähnliche komplexe Klangwirkungen zu erzielen, indem der Musiker einen Dreiklang über einen akkordfremden Basston legt. Die Bezeichnung slash chord rührt von der typischen Notation für diese Akkorde her, die beispielsweise C/C# lauten könnte und nicht mit der oben erläuterten bruchähnlichen Symbolik für Polychords verwechselt werden darf. Der Vorteil der slash chords besteht vor allem darin, dass sie aufgrund ihrer einfacheren Struktur auch auf anderen Harmonieinstrumenten als dem Klavier (also beispielsweise auf Gitarre oder Vibraphon) vollstimmig darstellbar sind.

## Kritik
Abschließend ist anzumerken, dass die Grundlage aller Bi- und Polytonalität vonseiten vieler Musiktheoretiker bestritten wird. Konkret wird bezweifelt, dass es auch dem bestausgebildeten tonalen Gehör überhaupt möglich sei, zwei oder mehr Tonalitäten zur gleichen Zeit zu hören; vielmehr werde alles tonal deutbare Geschehen auf jeweils genau einen Bass- oder Grundton bezogen. Es sei somit zwar einem gut geschulten Hörer durchaus möglich, auch hochkomplexe Klänge wie die oben geschilderten analytisch „durchzuhören“, jedoch nicht im Sinne zweier oder mehrerer Einzelakkorde.

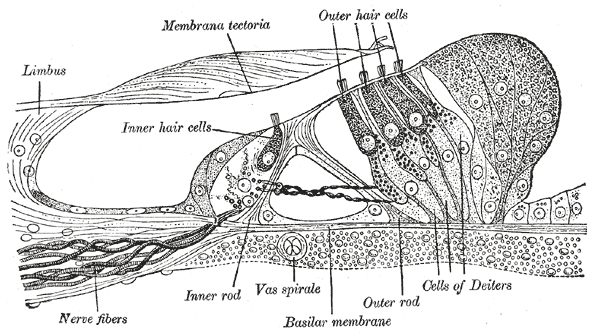
Die Basilarmembran im menschlichen Innenohr

Auf einer noch grundlegenderen Ebene wird diese Skepsis durch die Neurophysiologie gestützt: Es sei davon auszugehen, dass das menschliche Ohr nicht in der Lage ist, zwei objektiv zeitgleiche akustische Ereignisse auch absolut simultan wahrzunehmen. Vielmehr erfolge die Verarbeitung der Gehörseindrücke im Gehirn sehr schnell hintereinander. Das strenggenommen getrennt Gehörte werde erst in den dafür zuständigen Bereichen der Großhirnrinde wieder „zusammengesetzt“.
Die grundsätzliche Kritik an den Voraussetzungen bitonaler Konzepte kann aber letztlich kein ästhetisches Werturteil über das Werk der vielen und stilistisch sehr verschiedenen Komponisten und Improvisatoren begründen, die sich von den geschilderten Modellen inspirieren ließen.